# كورت رودولف
كورت رودولف (بالألمانية: Kurt Rudolph)‏ هو مؤرخ ألماني، ولد في 3 أبريل 1929 في درسدن في ألمانيا.